# 安島
安島（挪威語：Andøya）是挪威的島嶼，位於該國西北部諾爾蘭郡安德于市镇，距離北極圈約300公里，屬於西奧倫群島的一部分，長57公里、寬15公里，面積489平方公里，最高點海拔高度705米，人口約3,600。